# Joodse begraafplaats (Hoorn)

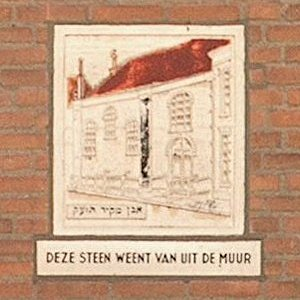
Gedenksteen voor de synagoge.

Op de Algemene Begraafplaats aan de Berkhouterweg in Hoorn is een apart deel ingericht als Joodse begraafplaats. Vandaag de dag staan hier 228 grafstenen.
Dit deel van de algemene begraafplaats is pas in 1968 in gebruik genomen. Daarvoor had de Joodse gemeenschap een eigen begraafplaats aan de Westersingel. Hoewel de begraafplaats pas in 1778 officieel werd ingewijd, was de eerste begrafenis al in 1762. Dit geeft aan dat al vrij vroeg Joden woonachtig waren in Hoorn. De eerste vermelding komt uit 1622 en betreft Sefardische Joden. Ongeveer een eeuw laten volgden de eerste Asjkenazische Joden. Vanaf die tijd was er sprake van een georganiseerde en bloeiende Joodse gemeenschap. In 1870 werd aan de Italiaanse Zeedijk een synagoge gebouwd.
Al voor de Tweede Wereldoorlog werd het aantal Joden in Hoorn kleiner. De bezetters deporteerden bijna alle overgebleven Joden. Na de oorlog kon de gemeente niet voortgezet worden en in 1948 werd Hoorn bij Enkhuizen gevoegd. In 1970 werd de begraafplaats geruimd om plaats te maken voor een nieuw aan te leggen weg. De resten van 614 mensen werden overgebracht naar de Algemene Begraafplaats aan de Berkhouterweg.
De synagoge was tijdens de oorlog verkocht en werd in 1953 afgebroken. De gemeente richtte in 1979 een monument op ter nagedachtenis aan haar vermoorde joodse burgers. Op de plaats waar eens de synagoge stond (Italiaanse Zeedijk 122) is in de gevel van de nieuwbouw een gedenksteen aangebracht.